# خلقي جفيز أوغلو
خلقي جفيز أوغلو (بالتركية:Hulki Cevizoğlu)ولد مصطفى خلقي جفيزأوغلو عام 1958م بغيرسون. وهو صحفي وكاتب ومقدم برامج تلفزيونية، وكان الرئيس السابق لحزب الشعب الديمقراطي اليساري؛حيث تولى رئاسة حزب الشعب الديمقراطي اليساري في يوم 23نوفمبر عام 2009م وبعد 39 يوماً من رئاسته للحزب قدم استقالته. جفيز أوغلو الذي أصله من طروادة تم تكريمه بالعديد من الجوائز عن برنامجه (جفيز كابوغو) الذي صنع مادته بنفسه.
وفي عام 1980م، حصل على الليسانس في العلوم السياسية من كلية العلوم السياسية بجامعة أنقرة، وبعدها أخذ الماجستير في الإدارة. وبعد أن عمل لمدة 8أعوام متتالية بجريدة الحرية التي بدأ فيها منذ عام 1981م عمل كمراسل ومدير في وسائل الإعلام المختلفة. اضطر أن يوقف برنامجه جفيز أوغلو الذي بدأ في عام 1994م لمدة عامين. وبعد أن عاد البرنامج مرةأخرى على قناة (كرادنيز تي في)واستمر حتى الآن على قناة (أولوسال كنال). ولقد قام بترشيح نفسه كنائب مستقل عن دائرة الأولى لأنقرة؛ وذلك في انتخابات تركيا العامة في 22يوليو 2007م، لكنه لم ينجح. ثم تولى منصب رئيس حزب الشعب الديمقراطي اليساري. واعتباراَ من 13أكتوبر عام 2010م قدم استقالته من منصبه. 
قام خلقي جفيز أوغلو بالترشح كنائب مستقل عن الدائرة الأولى لأنقرة في الانتخابات العامة التركية عام 2011م. وفي هذه الانتخابات كان من المفترض أن يصبح على قائمة حزب الشعب الجمهوري لكن لم يتم وضعه في القائمة.

## جوائزه
هذه الجوائز هي الجوائز التي وافق خلقي جفيز أوغلو على قبولها من بين الجوائز الأخرى.
- جائزة النجمة الذهبيةفي مجال البرامج الإخبارية التلفزيونية (جامعة يلدز التقنية عام 2006م).
- الجائزة السنوية للصحفي المتميز والمثالي (جامعة الجمهورية عام 2005م).
- جائزة أفضل برنامج حواري (ثانوية كاباتاش للبنين).
- الجائزة السنوية لأفضل منتج برامج تلفزيونية لعام 2005م (صحيفة ترك أوجكلارى فرع تكيرداغ).
- جائزة البرنامج الأكثر نجاحاَ (جامعة غازي عثمان باشا عام 2005م).
- الجائزة الشرفية للخريجين (كلية العلوم السياسية جامعة أنقرة عام 2005م).
- الجائزة السنوية لكاتب الزاوية (جامعة إنونو عام 2005م).
- جائزة نجاح المسئولية الإجتماعية في الإعلام (جامعة الفرات عام 2005م).
- جائزة البرنامج السنوي لقناة (كيماليست تي في) (جامعة قبرص الوطنية عام 2005م).
- الجائزة السنوية للبرنامج الأكثر نجاحاَ (اتحاد الإذاعة الخاصة والبث التلفزيوني عام 2005م).
- جائزة البطل السنوي (موقع انترنت أجنسي.كوم عام 2004م).
- جائزة برنامج الحوار الوطني الأكثر نجاحاَ (الإتحاد العام للنقابات التركية فرع غيرسون عام 2004م).
- الجائزة السنوية للبرنامج الحواري (مدارس استك بلجي كاغان الخاصة عام 2004م).
- جائزة الرمز السنوي لمجال البرامج الإخبارية التلفزيونية (مدرسة أوزيل سيمبول الابتدائية عام 2004م).
- جائزة الصحفي المتميز (قسم الفكر الأتاتوركي واللغة التركية الوطنية بجامعةسيفاس عام 2004م).
- جائزة أفضل برنامج حواري (جامعة غيرني الأمريكية بقبرص عام 2004م).
- جائزة أفضل برنامج حواري (جامعة مالتبى عام 2004م)؛ وأفضل مقدم برامج حوارية (صحيفة ترك أوجكلارى فرع ترابزون عام 2004م).
- جائزة أفضل مقدم برامج حواريه (جائزة عميد كلية (الاتصالات 13) عام 2004م لأول مرة في تركيا).
- أفضل برنامج حواري (أكاديمية الشرطة عام 2004م).
- أفضل برنامج حواري (قسم علاقات المجتمع الدولي بجامعة أولوداغ عام 2004م).
- جائزة الكمالية السنوية (قسم الفكر الكمالي عام 2004م).
- جائزة البرنامج التلفزيوني السنوي (جامعة نغدة عام 2004م).
- جائزة البرنامج النقاشي السنوي (الاتحاد العام للنقابات التركية عام 2004م).
- الجائزة السنوية لأفضل برنامج حواري (اتحاد الإذاعة الخاصة والتلفزيون عام 2004م).
- الجائزة السنوية لأفضل منتج برامج (جامعة كارادنيز الوطنية _ نادي الأعمال والاقتصاد عام 2003م).
- الجائزة السنوية للبرنامج الحواري (جامعة إستانبول _ النادي الدبلوماسي عام 2003م).
- أفضل مقدم برامج إخبارية (جامعة غازي _ هيئة بحث العلاقات الدولية عام 2003م).
- الجائزة السنوية لأفضل محاور عام 2002م في قسم المحاورة على الهواء في التلفزيون الوطني (كلية الاتصالات بجامعة سلجوق عام 2003م).
- جائزة الصحفي المتميز (رصيف الشباب الجمهوري 2003م).
- جائزة زياد ناملي بيوك (اتحاد صحفيي ترابزون عام 2003م).
- جائزة hلخدمة التركية العالمية (وقف كتاب وفناني العالم التركي _ ترك ساف عام 2003م).
- جائزة أكثر البرامج الحوارية مشاهدة (نادي ...........عام 2002م).
- جائزة أفضل منتج برامج تلفزيونية (نادي الاتصالات والاقتصاد بجامعة بوغازتشي عام 2002م).
- الجائزة السنوية لأفضل برنامج نقاشي (نادي الكومبيوتر بجامعة إستانبول 2002م).
- الجائزة السنوية لأفضل محاور عام 2001م في الحوار على الهواء (كلية الاتصالات بجامعة سلجوق عام 2002م).
- جائزة كارامان اللغة التركية (ولاية كارامان عام 2002م).
- أفضل برنامج إخباري وحواري (نادي المحامين المتحدين بكلية الحقوق جامعة أنقرة عام 2002م).
- جائزة أفضل المذيعين، وجائزةأفضل برنامج حواري لعام 2001م (اتحاد الإذاعة الخاصة والتلفزيون عام 2001م).
- جائزة أفضل البرامج الحواريه من كلية الاتصالات بجامعة أنقرة عام 2001م.
- جائزة تكنولوجيا المعلومات والاتصالات لعام 2000م في فرع الأبحاث .
- جائزة نادي الكومبيوتر بجامعة إستانبول عام 2001م.
- جائزة التفوق (مثقفي جاز .جيم 2001م)؛ جائزة أكثر البرامج خدمة للثقافة التركية والحياة الاجتماعية(صحيفة ترك أوجكلارى عام 2000م).
- جائزة أبرع محاور لعام 1999م في فرع الحوار التلفزيوني (كلية الاتصالات بجامعة إستانبول لعام 1999م).
- الجائزة السنوية للرجل اللامع في قسم الصحافة (اتحاد الصحافة بأنقرة 1999م).
- جائزةأفضل محاور لعام 1998م في فرع الحوار التلفزيوني (كلية الاتصالات بجامعة إستانبول عام 1998م).
- جائزة تلفزيون سدات سيمافي في عام 1998م (نقابة الصحفيين التركية عام 1999م).
- جائزة أفضل وجه في الإعلام (جامعة تشاناك كله 18 مارس عام 1998م).
- جائزة أفضل محاور لعام 1997م في فرع الحوار التلفزيوني (كلية الاتصالات بجامعة إستانبول عام 1997م).
- جائزة الصحفي السنوية (نقابة الصحفيين عام 1997م ) ولقد كان أول شخص من الاعلام يتم تسليمه هذه الجائزة.
- جائزة جوري أوزال (نقابة الصحفيين بالأناضول الشرقية عام 1997م).
- الجائزة السنوية للإعلامي في فرع الحوار التلفزيوني (اتحاد الكتاب الأتراك لعام 1997م).
- جائزة جنكيز بولادكان (اتحاد الصحفيين الأتراك عام 1997م).
- جائزة الصحفي السنوي لقسم الأخبار (اتحاد الصحفيين المعاصرين عام 1987م)؛ الصحفي السنوي في قسم الأخبار (اتحاد الصفيين المعاصرين 1986م).

## كتبه
- الكود 68 (2008م).
- الاحتلال والمقاومة منذ عام 1919م وحتى الآن (2007م).
- إما الحب أو الحب (انتشار الغفلة) (2006م).
- الماسونية والروتاري (2005م).
- يا جيل تركيا المستقبلي ! (2005م).
- الاستيلاء على القلاع (بضعة ساعات مع أتيلا إلهان)(الطبعة الأولى في مارس عام 2004م).
- سيبدأ عهد الأتراك (الطبعة الأولى في سبتمبر 2002م).
- الترك (2005م).
- الفاتيكان (الخطر القادم من الغرب) (2005م).
- المسيحية التبشيرية والمسيسة (2005م).
- المؤامرات التي تحاك ضد الدولة واللغة التركية (2004م).
- التأثر بالأجانب (2003م).
- الأسلوب الحديث في الكتابة (2003م).
- الحرب الأمريكية في الخليج (2003م).
- الذهب و الاغتيال (فعاليات المؤسسات الخيرية الألمانية وبرغاما)(2003م).
- 28 فبراير:كيف تغيرت الحكومة؟ (2003م).
- أديب يوكسال الذي رد على مفسري القرآن (2002م).
- محو اللغة التركية (2002م).
- خلاصة كلامي (2002م).
- سألت يشار نوري أوزترك (2002م).
- تاريخ الأزمنة المعاصرة (2002م).
- اعتراف الجنرالات بيوم 28 فبراير: الانقلاب الجديد (2001م).
- أمناء المكتبة الحمقى (2000م).
- النوريين (1999م).
- قائد فرقة تروكيا (1999م).
- الخصخصة (1998م).
- يشار نوري أوزتورك (1998م).
- لقد تخلينا عن ضمائرنا (1998م).
- الشيوخ والمريدين و مدعي النبوة (1997م).
- الأمس وغدا والمستقبل (1997م).
- جفيز كابوغو (1996م).
- البعثة التبشيرية (1987م).

## الصحف التي عمل بها
- صحيفة الحرية (1981م_ 1989م).

## القنواتالتلفزيونيةالتي عمل بها
- قناة اتش بي بي (1994_1995م).
- قناة كنال 6 (1995_1999م).
- قناة شو تي في (1999_2000م).
- قناة كنال 6 (2000_2001م).
- قناة اه تي في (2001_2003م).
- قناة ستار تي في (2004م).
- قناة فلاش تي في (2004_2005م).
- قناة كنال ترك (2005_2008م).
- قناة أفراسيا تي في (2008_2011م).
- قناة كرادنيز تي في (2012_2013م).
- قناة كنال سوكاك (2013_2014م).
- قناة أولوسال كنال (2014_....).